# P.S. I Love U
„P.S. I LOVE U” – czterdziesty czwarty singel japońskiego artysty Gackta, wydany 12 lutego 2014 roku. Limitowana edycja CD+DVD zawierała dodatkowo teledysk do utworu tytułowego. Singel osiągnął 12 pozycję w rankingu Oricon i pozostawał na liście przez 3 tygodnie.
Utwór tytułowy został wykorzystany w reklamie VARTIX, a utwór „RIDE OR DIE” został wykorzystany w reklamie Rouge et Noir GACKTxKISSMARK.

## Lista utworów
Wszystkie utwory zostały napisane i skomponowane przez Gackt C.
| Nr | Tytuł                         | Czas |
| -- | ----------------------------- | ---- |
| 1. | "P.S.I LOVE U"                |      |
| 2. | "RIDE OR DIE"                 |      |
| 3. | "P.S.I LOVE U -Instrumental-" |      |
| 4. | "RIDE OR DIE -Instrumental-"  |      |

## Notowania
| Lista                                          | Pozycja |
| ---------------------------------------------- | ------- |
| Oricon Weekly Singles Chart                    | 12      |
| Oricon Weekly Indies Singles Chart             | 1       |
| Billboard Japan Hot 100                        | 5       |
| Billboard Japan Hot Singles Sales              | 11      |
| Billboard Japan Hot Adult Contemporary Airplay | 5       |